# 박제가
박제가(朴齊家, 1750년 11월 5일~1805년 7월 6일)는 전설서 별제, 오위도총부 오위장, 경기도 양평 현감 등을 지낸 조선 시대 후기의 정치가, 외교관, 통역관, 실학자로 북학파의 거두이다.
그의 자는 재선(在先), 차수(次修), 수기(修其), 호는 초정(楚亭)이다. 정유(貞否),정유(貞蕤),위항도인(葦杭道人) 등 다른 호도 사용한적이 있다.
청나라의 선진 문물 수용과 중농주의 경제 정책을 주장했다.
1778년 청나라에 사은사로 파견되는 채제공의 수행원으로 청나라에 다녀왔다.
1779년 3월 정조에 의해 규장각검서관으로 특채되어 이후 청나라에 사신이 파견될 때 사신의 수행원으로 다녀왔다. 그 뒤 전설서 별제와 1791년 임시 군기시정, 1792년 군기시정 등을 거쳐 1794년(정조 27년) 2월 춘당대 무과(春塘臺武科)에 장원으로 급제, 오위장, 양평현감, 영평현령, 부여현감 등을 역임하였다. 상행위와 무역을 적극 장려하고 밀무역에 대한 제재를 줄이며, 화폐를 유통할 것, 서양인들을 조선으로 초빙하여 화포 제작, 성곽 축조, 선박 건조, 양잠 등의 신기술을 적극 도입, 유치하자고 주장했다. 또한 맹목적인 근검절약은 병폐이며 상품화폐 경제의 발전이라는 현실을 인정한 기반을 쌓고 상업·수공업·농업 전반의 생산력 발전을 적극적으로 추진하고 국가경제를 일으킬 것을 역설하였다. 그러나 상업과 무역을 천시 여기던 당대의 사대부들에 의해 비판을 받게 된다.
박제가는 네 차례에 걸친 청나라 사행(使行)을 통해 100명이 넘는 중국 지식인들과 교유하면서 국제적 안목을 갖춘 글로벌 지식인이었다. 박지원과 이관상의 문하에서 수학하였고 정조와 윤행임 등의 배려로 청나라에 사신이 파견될 때 수행원으로 여러번 다녀왔다. 정조의 서얼 중용 정책에 의해 규장각의 검서관으로 등용되었으나 정조 사후 1801년(순조 1년) 그와 친분이 있던 윤행임이 노론벽파의 공격을 받고 몰락하면서 유배되었다. 원래 당색은 소북(小北)이었으나 노론북학파로 전향하였다. 연암 박지원, 이관상의 문인이다.

## 생애

### 생애 초기

#### 출생과 가계
초정 박제가는 1750년 아버지 박평(朴玶)과 어머니 전주이씨 사이에서 태어난 서자출신의 자식이다 적모를 통해 낳은 이복형 박제도가 있다 박평의 정실부인에게서 낳은 아들이다.

그의 선대는 고려 충렬왕 때 박척(朴陟)이다 박제가의 가계는 조선 후기의 소북 계열로 박율(朴栗)의 6대손으로, 현조부는 박심(朴尋)이다 고조부는 박수문(朴守文)이다 증조부는 박순(朴純)이다 조부는 박태동(朴台東)이며 아버지는 박평(朴玶)이다
박제가는 어릴적부터 글을 좋아해 읽은 책은 반드시 세 번씩 베껴 썼고, 입에는 늘 붓을 물고 있었다고 해요. 그리고 변소에가면 그 옆 모래에 그림을 그렸고, 앉아서는 허공에 글쓰기를 연습했다 한다. 훗날 박제가 자신의 회상에 의하면 "내가 글을 처음 배운것은 막 젖을 먹던 때였지"라는 시구를 남기기도 하였다.
아버지 박평은 만년에 얻은 서자인 그에게 각별하였다. 그러나 아버지가 11세 때 죽고 본댁에서 나오게 되면서 가난해졌으나 시문과 그림에 능해 유명해졌다. 그의 가계는 당색으로는 소북이었으나 박제가는 박지원의 문인이 되면서 노론 북학파로 당적을 옮겼다.

#### 소년기
일찍부터 시인으로 이름을 날렸고 그의 글재주를 알아본 아버지 박평은 그가 서자임에도 공부를 하게했다 그들 모자를 돌보아주던 아버지 박평이 사망하자 한성부 본댁에서 나와 거처를 자주 옮겨다니며 어머니가 생계를 이어갈 정도로 생활이 매우 어려웠다. 그러나 박제가는 밤을 새워가며 품풀이하여 공부시키는 어머니의 지극 정성을 가슴깊이 새겼다. 그의 어머니는 아들의 장래를 위하여 모든것을 바쳤다. 박제가는 당시의 생활을 회상하여 다음과 같이 썼다.
| “ | 돌아가신 어머니를 생각해본다. 과부로 가난하게 살면서 10여년동안 성한 옷을 입어보지 못했고 입에 맞는 음식을 자셔보지도 못했으며 밤을 새워가며 삯바느질을 하여 공부하는 이 아들의 뒤바라지를 하였다. 내가 사귀는 사람중에는 이따금 선생과 나이 든 분, 그리고 세상에 알려진 인사들이 많이 있었는데 반드시 그들을 초청케 하여 술과 안주를 극진히 대접한 관계로 그 아들을 대하는 사람으로서는 집안형편이 빈한한것을 모를 정도였다. | ” |

이와 같은 사회적환경과 가정정황은 그가 커서 사회적 천대와 멸시, 양반 제도와 계급적 모순에 대해 불만을 갖고 비판하며 빈곤한 농민과 서민을 동정하는 입장에 서게 하는데 대해 큰 영향을 주었다. 한편 우연한 기회에 연암 박지원(朴趾源)을 만나 그의 문하에 출입하게 된다. 또한 이순신의 5대손인 선비 이관상(李觀祥)의 문하에도 출입하는데, 그의 학문에 대한 열정과 재주를 아깝게 여긴 이관상은 1766년 자신의 첩이 낳은 둘째 서녀를 박제가에게 출가시켜 서녀사위로 삼는다.

### 학문 연구와 개혁운동

#### 수학과 학문 연구
1766년 16세에 이관상의 서녀와 혼인하고 한때 그의 집에서 거주하기도 했다. 비록 서출이고, 서녀의 남편이었지만 이관상은 그를 자신의 집에서 생활하고 독서를 지원할만큼 그를 아꼈다. 이관상은 그가 서자임을 애석히 여겼다. 이관상은 서녀 내외를 자신의 집에 특별히 거주하게 했고, 그에게도 계속 자신의 서실에 출입하게 하여 성리학과 글을 가르쳤었다.
1769년 19세 때 박지원을 스승으로 모시면서 이덕무·유득공·이서구 등 많은 실학자와 만났다. 이중 이덕무와는 절친한 벗이었다.
| “ | 우리를 믿지 않고 소인이라 하니, 무한한 마음속 계책 누구에게 말해 볼까? | ” |

신분과 사람을 차별하지 않는 박지원 문하에서 많은 동료들을 만났고 이덕무는 그의 절친한 친구로 그의 재능을 알아주었다. 이때 만나 교류했던 인물들 중 홍대용은 후일 박제가의 문하생이 되는 김정희의 장인 홍담용의 사촌간이 된다. 그러나 그는 늘 고민했다. 장인 이관상과 사람을 가리지 않던 연암 박지원의 배려로 전통적인 양반 교육을 받았지만, 서자라는 신분적인 제약으로 사회적인 차별대우를 받았기 때문에 봉건적인 신분제도에 반대하는 사상을 전개하였다. 남인인 정약용과도 친교를 맺고 교류하였다.
청년기에 그는 박지원의 문하에서 가르침을 받은 것 외에도 다양한 분야의 저서를 독자적으로도 탐독하였다. 그는 유형원이나 이익 등의 토지경제사상과 중농사상을 비판하고, 선진적인 청나라의 문물을 받아들일 것과, 상공업을 천시하지 말고 국가가 상공업을 발전시키고 무역을 장려해야 한다고 주장하였다. 또 그는 상공업의 발전을 위하여 국가는 수레(車)를 쓸 수 있도록 길을 내어야 하고 화폐 사용을 활성화해야 한다고 생각했다.
1773년(영조 50년) 3월 음서로 출사하려 하였으나 서얼이라 하여 관직에 오르지 못했다. 1776년(정조 즉위년) 이덕무·유득공·이서구 등 세 사람과 합작(合作)한 시집 《건연집(巾衍集)》이 청나라에 소개되어 조선의 시문 사대가(詩文四大家) 중 한 사람으로 알려졌다.

#### 관료생활 초반
1778년(정조 2년)인 29세 때는 청나라에 파견되는 사은사 채제공의 수행원으로 따라가 청나라의 이조원(李調元), 반정균(潘庭筠) 등의 학자들과 학문을 교류하고 되돌아왔다. 귀국 직후 그는 도구의 개량과 사회, 정치 제도의 개혁에 관한 내용인 《북학의》 내외편을 저술하기 시작했는데, 맹자를 일부 인용하였고, 실사구시(實事求是)의 사상을 토대로 내편(內篇)에서는 실생활에서의 기구와 시설의 개선을 다루고, 외편(外篇)에서는 정치·사회제도의 전반적인 모순점을 지적하여 서정(庶政)의 개혁 방안을 서술했다.
그는 정조에게 국력의 부강을 위해서는 교역로를 열어야 되고, 청나라의 문물 제도를 받아들이며, 생산 기술과 도구를 개선하고 상업을 장려하여 대외 무역을 조정에서 장려해야 함을 건의하였다. 그러나 그의 견해는 중신들에 의해 당치않은 소리라는 면박을 당하였다.
1779년(정조 3년) 3월 정조는 규장각에 검서관직(檢書官職)을 설치하고 특명으로 규장각검서관에 임명되었다. 이때 그를 비롯한 이덕무·유득공·서이수(徐理修) 등의 서얼 출신 학자들이 등용되었다. 숙직을 자청하여 책을 읽다가 잠든 그를 보고 감동한 정조는 격려의 차원에서 약식을 내리고, 그에게 자신의 담요를 덥혀주기도 했다. 이때부터 규장각 내·외직에 근무하면서 여기에 비장된 서적들을 마음껏 탐독하고, 정조를 비롯한 국내의 저명한 학자들과 깊이 사귀면서 왕명을 받아 많은 책을 교정, 간행하기도 하였다.
1779년 서자였으나 적자와 서자를 가리지 않고 등용하려는 정조의 방침에 따라 규장각 검서관 등 여러 벼슬을 거치면서 많은 저서를 썼다. 1786년 음력 1월 박제가는 조선 사회를 뒤흔들 만한 장문의 개혁책을 정조에게 올렸다.
1785년(정조 9년) 전설서별제(典設署別提)가 되었다. 그는 사직하려 하였으나 정조의 간곡한 만류로 취임하였다. 이때 그는 시정 개혁 상소를 올려 서자들 중에도 유능한 인재가 있으나 출사를 막는 것은 부당하다며 서자들의 허통을 상소하였다. 주변의 완강한 반대가 있었지만 정조는 그의 상소를 받아들였다.
1786년(정조 10년) 정조가 왕명으로 관리들에게 시정의 폐단을 고칠 방안을 구언하는 한편 폐단을 고칠 구폐책(救弊策)을 올리게 했을 때, 전설서별제의 직에 있으면서 '병오소회 丙午所懷'를 상소로 올렸다. 여기서 그는 상공업 장려, 신분차별 타파, 해외통상, 서양인 선교사의 초청, 과학기술교육의 진흥 등 국가를 부강하게 하고 국민의 생활을 향상시킬 것을 건의하였다. 그러나 그의 건의는 당시 지배층의 이해와는 상반된 것이었으므로 묵살되었으며, 오히려 노론 벽파 세력의 심한 반발과 비판을 받았다. 또한 노론은 그가 다른 마음을 먹고 있다고 공격, 당시의 심한 당쟁에 휘말려 비판을 받고 급기야 '문체반정'(文體反正)이라는 사상정화운동의 원인의 하나가 된다.

#### 외교 활동과 귀국
1790년(정조 14년) 5월 건륭제의 팔순 잔치를 축하하는 진하사절이 파견될 때 박제가는 진하사(進賀使) 황인점(黃仁點), 부사 서호수(徐浩修)의 수행원으로 유득공 등과 함께 청나라에 갔다.
건륭제의 팔순을 축하하고 돌아오던 도중 원자(元子, 뒤의 순조)의 탄생을 축하해준 건륭제의 호의에 보답하고자 한 정조의 특명으로 정3품 군기시정(軍器寺正)에 임시로 임명되어 다시 말머리를 돌려 연경에 다녀왔다. 1791년(정조 15년) 귀국 후 군기시정(軍器寺正)이 되었다. 그해 겨울 청나라에 동지사(冬至使)가 파견되자 동지사를 수행하여 다시 연경에 다녀왔다.
1792년 부여현감으로 나갔다가 1793년 승정원에서 보낸 내각관문(內閣關文)을 받고 '비옥희음송 比屋希音頌'이라는 비속한 문체를 쓰는 데 대한 반성문인 자송문(自訟文)을 왕에게 지어바쳤다. 1794년(정조 27년) 2월 춘당대무과(春塘臺武科)에 장원으로 급제, 오위장(五衛將)이 되었다가 1796년 양평현감(陽平縣監)이 되고, 1796년 영평 현감(永平縣令)으로 부임하였다. 1798년에는 왕에게 바치기 위해 《북학의(北學議)》 진소본(進疏本)을 작성했다.

#### 상업, 무역과 사회 발전론
박제가는 상업과 무역의 장려와 개선을 주장했다. 그는 청나라를 오가며 아랍, 베트남 등의 무역상들을 통해 신문물을 접하면서 그는 새로운 문물 전파와 문화 교류 방법의 하나는 상업과 무역이라고 봤다. 따라서 그는 농업보다 상업에서 사회발전의 계기를 찾으려 했다. 상업과 무역을 천시하는 것은 잘못이며 이러한 장사와 무역이 국가 경제 개선에 도움을 준다고 봤다. 그는 무조건 근검절약만이 미덕이 아니라고 주장했는데 이는 당대의 지배층들로부터 사치를 권장하느냐는 반박을 받았다. 그는 상업을 발달시키려면 대부분의 실학자들조차 미덕으로 여겼던 봉건적 절검사상을 배격할 필요가 있다고 봤다. 그는 자신의 저서 <<북학의>> 내편 시정(市井)조에서도 '소비는 단순한 소비에 그치는 것이 아니라 재생산을 자극하는 것'이라 주장했고, '생산과 소비의 유기적 관계'를 해명함으로써 이를 연결하는 장사와 무역의 중요성을 천명했다. 따라서 그의 생각도 상업이 발달하면 농업과 수공업도 아울러 발달한다는 중상적 경제이론에 도달해 있었다.
또한 화폐 유통을 정조에게 여러번 건의하였다. 화폐 유통은 장사와 무역을 활발하게 돌아가게 하는 수단이었다. 박제가의 화폐경제 발달론의 본질은 국가의 경제력을 증대시켜 이용후생을 도모하는 데 있었다. 그것은 상업이 주가 되면서 농업·공업이 유기적으로 발전해야만 가능했다. 그래서 그는 상인들과 무역상들에 대한 지나친 천대와 편견을 자제할 것, 수공업자에 대한 국가적 수탈의 금지, 대량 생산체제의 구축, 농업기술의 개량을 통한 농업생산성의 증진과 상업적 농업이 실시되어야 한다고 역설하였다. 또한 그는 국가경제를 강화하기 위해 해외통상을 통한 재화의 증식이 필요하다고 했다.
그는 밀무역을 근절할 방안으로도 국가가 상업과 무역에 대한 천대와 경멸, 제재를 줄여야 된다고 건의하였다. 무역과 상행위에 대한 제재가 사라진다면 밀무역 역시 자연스럽게 사라지거나 근절될 것이라고 하였다. 밀무역을 양성화시켜 정상적인 외국무역을 발전시킬 것과 개성, 인천과 충청도·전라도 일대의 서산, 태안, 장진, 은진, 강경, 여산 등지의 강가를 끼고 있는 지역에 무역항을 열고 중국 남부 및 산둥(山東) 지방과 통상을 확대하고, 상권이 커지고 국력이 자라면 일본·안남·위구르 등 무역대상국을 확대하자고 제안했다. 그는 조선 후기 상품화폐경제의 발전이라는 현실을 인정한 기반 위에서 상업·수공업·농업 전반의 생산력 발전을 적극적으로 추진하고 국가경제체제를 재조하자고 하였다.

#### 편견과 차별대우에 저항
박제가는 어릴 때부터 통찰력과 판단력, 방대한 학식과 예술적 재능을 타고 났다. 하지만 서얼이라는 신분적 차별과 고분고분하지 않은 성격 때문에 주류 사회에서 따돌림과 무시를 당했다. 그는 허울만 가득한 조선의 양반`학자`선비`지식인 등 편협하고 답답한 집단을 비웃었지만, 기득권 세력의 벽을 부수지는 못했다.
그는 서자라는 이유로 멸시당했고, 그가 속했던 북학파는 노론 내에서도 비주류로 취급당했다. 그의 화폐유통론과 국가의 무역 장려론은 상거래를 천시 여기돈 조선의 성리학자들에 의해 불순한 사상 내지는 이문을 남기기 위한 협잡 정도로 취급되었다. 또한 그의 집안이 원래 소북이었다가 박제가의 대에 노론으로 전향한 것을 두고도 문제가 되었다.
청년 시절 그는 심한 천대와 멸시 냉대에 실망했고 그는 뜻을 펴볼 기회를 잃었다. 정조에 의해 발탁되었으나 자신의 이상을 펼칠 수 없는 현실적인 한계에 가로 막힌데다 정조의 죽음 이후에는 유배 생활로 생을 마감했다.
그러나 박제가는 사회적 차별에 굴하지 않았다. “고독하고 고매한 사람만을 골라서 남달리 친하게 사귀고, 권세 많고 부유한 사람은 일부러 더 멀리하며”(정유각집 ‘소전’편) 차라리 가난하게 살았다. 박제가는 그 단단한 습속의 벽과 온몸으로 맞서 싸웠다. 직설과 독설로 맞섰다.

### 생애 후반

#### 저술, 작품 활동
시, 그림, 글씨에도 두루 뛰어난 재질을 보였으며 청나라의 《사고전서 四庫全書》계열 학자들과 만난 이후 편지 서신등을 통한 꾸준한 교류를 통해 조선에 대련 형식(對聯形式)을 수용하고 이를 조선에 소개하였다. 글씨는 조선말기의 서풍과 추사체의 형성에 선구적 구 실을 하였으며, 그림은 간결한 필치와 맑고 옅은 채색에 운치와 문기(文氣)가 짙게 풍기는 사의적(寫意的)인 문인화풍의 산수 인물화와 생동감이 넘치는 고기 그림을 잘 그렸다고 한다. 그는 시 재주를 청나라의 문인들로부터도 인정받아 생전인 1801년을 전후해서 그의 시문집인 『정유고략(貞유藁略)』이 중국에서 간행되기도 하였다.
글씨는 예서풍을 띠고 있으며 해서, 행서, 초서 등 다양한 서체를 구사했다. 추사 김정희 역시 그의 문하에서 글과 그림을 배웠는데 조선 말기의 서풍과 추사체의 형성에도 영향을 주게 된다. 구양순(歐陽詢)과 동기창(董其昌)체의 행서도 잘 썼으며 필적이 굳세고 활달하면서 강건하였다.
그림에도 능하여 서실을 짓고 학문 외에 화가 제자들도 다수 배출하였다. 그의 그림은 사실적인 묘사를 한 문인화풍의 산수, 인물화를 그렸고 중국의 산수화 보다는 조선 국내의 풍광과 경치를 그렸다. 또한 생동감이 넘치는 꿩, 새, 고기, 노루 등을 정밀하게 묘사하였다.
1798년(정조 22년) 다시 부여현감이 되었으며, 1798년 영조가 적전(籍田)에 친히 농사에 참여한 지 60주년이 되는 날을 기념하기 위해 정조가 널리 농서를 구하자, '북학의'의 내용 일부를 발췌, 골자로 한 '응지농정소 應旨農政疏'와 '소진본북학의 疏進本北學議'를 올렸다.

#### 문체반정
박제가는 고군분투했다. 틀에 박히고 고루하고 진부한 시와 문장을 혐오하며 나만의 글쓰기를 찾아 나섰다. 당시 선비들은 두보의 시를 최고로 여겨 배웠고, 다음은 당나라 시, 그 다음은 송나라·금나라·원나라·명나라 시를 배웠다. 박제가가 보기에 전범에 매달리는 글쓰기는 남이 한 말의 찌꺼기나 줍는 행태에 불과했다. 자기 시대의 현장을, 자기의 말로 표현하는 것이 진정한 시요 문장이었다. 역설적으로 나만의 글쓰기를 개척하는 것이 진정 고인의 글쓰기에 다가가는 길이었다.
'형암 선생 시집서'(炯菴先生 詩集序)에서 그는 '하늘과 땅 사이에 가득 차 있는 것이 모두 시다. 사계절의 변화와 온갖 만물의 웅성거리는 소리, 그 몸짓과 빛깔, 그리고 음절은 그들 나름대로 존재하고 있다.'며 그는 현실에서 보고 듣고 관찰한 것이 좋은 글, 좋은 작품의 소재가 된다고 보았다.
한편 형식에서 지나치게 벗어났다는 노론계 다른 학파의 비난이 빗발치자 정조는 그의 스승 박지원을 비롯한 북학파 인사들에게 '문체반정'을 하라고 선언하고, 바른 글을 써 내라고 지시한다.
| “ | 소금이 짜지 않고, 매실이 시지 않고, 겨자가 맵지 않고, 찻잎이 쓰지 않음을 책망하는 것은 정당합니다. 그런데 만약 소금, 매실, 겨자, 찻잎을 책망하여 너희들은 왜 기장이나 좁쌀과 같지 않으냐고 한다든지, 국과 포를 꾸짖어 너희는 왜 제사상 앞에 가지 않느냐고 한다면 그들이 뒤집어 쓴 죄는 실정을 모르는 것입니다. | ” |
|   | — 비옥희음송인(比屋希音頌引) |   |

스승 연암 박지원을 비롯한 동료 문인들은 모두 반성문을 지어 올렸다. 결국 박제가는 '자송문'(自訟文)이라는 반성문을 지어 정조에게 바쳤다. 그러나 당대의 문장을 순정한 문체로 되돌리겠다는 정조의 강력한 의지에 부응하여 반성문을 제출하면서도, '자송문'(自訟文)이라는 제목과는 어울리지 않게 반성은 하지 않고 항변하였다.

#### 유배와 최후
10여년의 검서관 생활은 결국 그의 시력을 악화시켰다. 밤늦게까지 독서했고 어두운 방에서도 계속 책을 읽고 글을 쓴 것이 원인이었다. 만년의 그는 안경을 썼는데, 결국 왼쪽 눈이 상하여 아무리 안경을 써도 효과가 없었다. 몇해 뒤에는 오른편 눈의 시력마저 희미해졌다. 또한 시집간 둘째 딸이 그보다 먼저 죽는 일도 겪었다. 그는 관직생활 전후로 서실을 열고 문인들에게 글과 그림을 가르쳤는데, 추사 김정희(金正喜) 역시 그의 문하에서 글과 그림을 배웠다.
1800년(정조 24년) 정조 사후 노론 벽파에게 소론, 남인과 실학파 계열 학자들은 대부분 숙청되었다. 그는 소북에서 노론 북학파로 당적을 옮기고 전향했다. 1801년에는 청나라에 네 번째 연행을 갔다 돌아왔다가 사돈이었던 윤가기(尹可基)가 주모한 흉서사건에 연루되어 1801년 9월 함경북도 종성(鍾城)으로 유배를 갔다. 사돈인 윤가기의 흉서 사건에 연루된 인물들 중에는 그의 청나라행을 후원했던 윤행임도 연루됨으로써 그 역시 윤가기, 윤행임의 당여로 몰렸다.
결국 정순왕후(貞純王后)와 노론의 영수 심환지를 비방하는 벽서 사건에 연루되어 유배를 당한다. 1805년에 풀려났는데, 그 이후 박제가의 행적과 죽음은 알려지지 않았다. 단지 윤가기의 흉서사건 이후로 그 사건에 연루되어 1801년 9월에 함북 회령의 종성(鍾城)에 유배를 갔다가 풀려난 이후 전해지는 행적은 초정(楚亭)지인들의 풍문일 뿐 정확한 사망연대와 행적은 전해지지 않는다.

### 사후
묘는 경기도 광주군 암현(庵峴)에 안장되었으나 후에 실전되었다. 그의 집안 족보에 의하면 초정 박제가의 묘는 남한산성 동문밖 십리에 있었으며, 그의 아버지 묘소와 할아버지 묘소가 근처에 있었다 한다. 그의 사후 북학파는 박규수, 오경석, 유대치 등으로 이어지며 중상주의와 통상론을 계속 건의하였고 이는 김옥균, 서재필, 윤치호 등의 노론출신 개화파로 이어지게 된다.
그의 학통은 김정희를 거쳐서 흥선대원군으로 이어진다. 한때 추사 김정희는 그에게서 글과 그림을 배웠고, 추사 김정희의 어머니가 은신군 부인과 자매인 인연으로 흥선대원군이 김정희의 문하에 들며 글과 그림을 배웠다. 문인 김정희의 부인은 김정희와 교류하던 홍대용의 사촌 홍담용의 딸이 된다.
1997년 7월 '8월의 문화인물'로 선정되었다.

## 저서와 작품

### 주요 저서
- 《북학의》(北學議)
- 《정유집》(貞蕤集)
- 《정유각집》
- 《명농초고》(明農草稿)
- 《무예도보통지》(武藝圖譜通志) - 백동수, 이덕무와 공저.
- 《한객건연집》(韓客巾衍集)
- 정유시고(貞否詩稿)

### 그림
- 목우도(牧牛圖)
- 의암 관수도(倚巖 觀水圖)
- 어락도(魚樂圖)
- 야치도(野稚圖)
- 대련글씨

## 사상과 신념
박제가는 당시의 공리공담을 일삼던 주자학적 사상과 풍수도참설 등에 비판적이었다. 또한 존명(尊明) 사대주의자들이 제기한 북벌론의 비현실성을 지적하는 한편 청나라에 전래된 서양의 문물을 적극 받아들일 것을 주장하였고, 과거 제도의 폐단을 지적하는 한편 봉건적 신분제를 반대하였다.

### 인재 등용론
그는 과거 제도의 무용론을 주장하였다. 과거 제도가 학문적 소양이 되는 인재를 선발하는 것이 목적이었지만 점차 사대부와 고관, 벌열가문이 돈과 재력으로 관직을 세습하기 위한 하나의 수단이 되었다고 비판했다. 박제가는 사회적 생산과 과학기술의 발전을 가로막는 양반과 문벌 및 과거제도의 폐단인 문벌의 의한 관직의 세습에 반대하고, 실제의 쓰임에 맞게 인재를 등용해야 함을 역설했다. 그는 조광조의 현량과를 훌륭한 대안으로 평가하기도 했다. 그는 비천한 집안의 재능 있는 자제를 추천하는 제도 등을 실시하자고 하였다. 그가 반대한 것은 과거 제도 자체가 아니고 과거라는 미명 아래 자행되는 관직의 세습이었다.

### 상업 진흥론
그는 국부(國富)를 창출하기 위한 방안으로 상공업 진흥론과 농업 진흥론을 제시하였다. 그는 장사를 천하게 여기지만 실질적으로 돈과 국력, 각종 문물 교역을 이루는 방법은 상거래 밖에 없다고 보았다. 청나라에 전래된 서구의 선진 문물을 받아들여 상업을 발전시켜야 한다는 상업진흥론을 적극 주장했다. 그리고 교역 활성화를 통해 외부의 문물이 유입될 길을 열자고 하였다.
상공업을 진흥시키기 위한 구체적 방안으로 그는 교통기관을 발달시킬 것(用車論), 화폐의 질을 개선하여 악화주조(惡貨鑄造)를 금지하고 화폐의 질을 높일 것, 밀무역(密貿易)을 양성화하고 무역을 장려할 것, 국내시장을 확보할 것 등을 제시했다. 동시에 만일의 사변을 대비하여 금과 은을 정부에서 축적할 것을 건의하여 미연의 사태를 대비할 것을 정조에게 건의하였다. 또한 그는 상업의 유통으로 농산물 판매가 원활해지고 수공업의 발달로 낙후된 농기구를 개량한다면 농업의 합리적 경영이 이루어질 수 있다고 보기도 했다. 한편으로는 조선 국내에서 생산되는 금과 은의 해외유출과 중국상품의 유입을 철저히 금지할 것을 건의하였지만 금과 은을 조공으로 바쳐야 했던 현실에서는 받아들여지지 않았다.
그의 상업 진흥책은 상업적 이익을 추구하는 것을 천시하고 위험시하던 사대부들과는 반대되는 견해였다. 이에 상공업 육성에 장애가 되는 양반들을 도태시키기 위해 봉건적인 문물 제도와 과거 제도를 타파할 것도 주장했다.

### 폐쇄성과 배타성 비판
그는 조선사회가 상당히 폐쇄적이고 배타적인 사회라고 지적했다. "나와 다르다고 해서 무리지어 비웃고, 또 덩달아 이를 업신여긴다. 좁은 소견으로 헤아릴 수 없는 깊이를 엿보고, 틀에 박힌 안목으로 끝없는 변화를 논하곤 한다."며 한탄했다.
폐쇄성과 배타성을 버리지 않는다면 외부의 우수한 문물을 받아들이기는 어렵다고 보았다. 중국의 중화문명만큼 혹은 그보다 더 우수한 문명이 서방에 존재하고 있다고 알렸지만 아무도 듣지 않았다.

### 허례허식 비판
그는 자신의 저서 '북학의'에 대부분의 백성은 아침저녁 먹을거리가 없이 생계를 꾸려가는데, “열 가구가 사는 마을에서 하루 두 끼를 해결하는 자가 몇 집 되지 않는다”고 보고하였다.
박제가가 바라는 이상적인 사회는 물질적으로도 풍요롭고, 문화적으로도 향기 나는 사회다. 재화의 유통이 활발하고, 사치가 가능하며, 문화적 수준도 상당한 사회. 박제가는 문화예술과 사치품에 관해 논할 때 도덕주의적 관념을 개입시키지 않는다. 그는 돈에는 도덕이 적용되지 않는다며, 부도덕한 사람이라 해서 돈을 벌지 못하지는 않는다고 지적했다. 그는 재물을 탐내지 않는 것을 도덕으로 규정하는 것에 대해서도 위선으로 규정했다.
그는 도덕과 인의예지, 인륜의 명분으로 조정에서 춘화와 야담을 단속하는 것도 잘못이라 비판했다. 그에 의하면 예술의 아름다움과 사치스러움은 재화와 물품을 마르지 않게 하는 원동력이다. 그러한 향락을 소비하기 위해서 돈을 쓰는 사람들도 있기 마련이며, 모든 백성이 선비처럼 고결한 삶을 살아야 할 이유는 없다며, 소인은 소인답게 살도록 내버려 두는 것이 자연스럽다고 지적했다. 그는 소박하고 질박한 생활을 표상했던 유학적 가치와 완전히 결별한다. 당시 위선적인 농본정책에 따른 극빈의 삶으로 온 나라가 가득했다. 그는 그러면서도 "인의(仁義)가 강물처럼 흐르는 요순의 시대"를 재현한다며 허장성세를 보였다고 지적했다.

### 북벌론 비판과 북학론
그는 북벌론이 당시 조선의 국력과 경제적, 군사적 현실을 외면한 공리공담이라고 비판했다. 그는 조선이 북벌(北伐) 대상으로 지목한 청나라가 오랑캐가 아니라 새로운 학문과 서양과학으로 무장한 문명국임을 직시했다. 청나라를 통해 서양문물을 받아들이자는 박제가의 주장은 '우물 안 개구리'였던 조선 지식인들의 낡은 생각을 뒤흔든 혁명적 발상이었다. 그러나 북벌론에 대한 비판은 노론은 물론 남인 강경파에게도 반감을 초래하는 이유가 되었다.
청나라에 다녀온 이후 그는 청나라가 단순한 오랑캐가 아니라고 확신했다. 조선의 빈곤 타파와 갑갑한 습속의 개혁은 청나라의 선진 문물을 배워야만 가능하다고 확신했다. 이 때문에 연행을 다녀온 직후 북학의를 저술한다.

### 중국어 사용론
조선이 빠르게 청나라에 맞서는 문명국이 되려면 언문이 일치되는 중국어(북경어)를 사용하자고 하였다. 중국 문명을 그리워하는 사대부들이 중국어를 제2의 국어로 쓰지 못할 것은 없다고 봤다.
그러나 문명세계를 향한 박제가의 욕망은 중국어공용론으로 거리낌 없이 내달린다. 이런 정황상 북벌론을 절대 이념으로 수호했던 당대 선비들이 이 열혈 북학자를 당괴(唐魁) 혹은 당벽(唐癖)이라 비방하게 된다.

### 서양 기술 도입론
박제가는 조선의 가난을 해결하기 위한 방법으로 중국과의 통상과 신기술 도입을 주장했다. 서양의 신 기술을 도입하기 위해서는 우선 무역과 상권 형성으로 자연스럽게 서양인들이 유입되게 하자고 하였다. 박제가는 1786년 1월 22일 조정의 조회(朝會)에 참석해서 통상과 신기술 도입을 건의한다. 그는 중국에 사신을 파견해 '일본과 유구, 안남과 서양 등이 모두 중국의 복건·절강·교주(交州)·광주(廣州)에서 교역하고 있습니다. 바라건대 여러 나라처럼 뱃길을 이용해 통상할 수 있도록 해주십시오'라고 요청하자고 제안했다.
그는 국가 경제와 국가재정에 커다란 영향을 미치는 물자유통과 물가 평준화를 기하기 위해 수레를 보급해야 한다고 주장하였다.
그는 선박의 이용을 늘릴 것을 주장하였으며 병기의 개선, 영농법의 개량, 선진기술의 도입을 주장하였다. 특히 서양인을 초빙해 천문 관측과 농잠(農蠶)·의약·궁궐과 성곽과 다리를 짓는 법, 구리나 옥을 채굴하고 유리를 구워내는 법, 화포를 설치하는 법, 수레를 통행시키고 배를 건조하는 법을 가르치도록 하자는 제안을 하고 있다. 서양인들을 조선에 받아들여 그들로부터 농잠, 의약 제조, 성곽 축조,선박 축조 등의 기술을 배우게 하자는 것이었다. 경제가 어려워지는 이유로 "나라에 (학문을 공부한답시고) 놀고먹는 자가 갈수록 불어나는 것은 사족(士族)들이 날로 번성하기 때문"이라면서 "물길과 뭍길을 이용해 장사하고 교역하는 모든 일에 사족들이 참여할 수 있도록 허락해야 한다"고 주장했다. 그밖에 종두법의 연구에도 관심을 쏟았다. 그러나 서양인을 귀신이나 괴물로 여기던 당시의 집권층은 그가 요망한 것에 혹하여 사술을 꾸민다며 반발한다.

### 농정 개혁론
그는 이익이나 유형원의 중농주의에는 비판, 반대하였으나 농업계획론을 주장했다. 국가의 부력이나 전경제기구 내에서 농업경제의 위치를 규정할 것과, 경제기구 전반의 원활한 운영을 하는 것이 농업경제의 안정이 달려 있다고 보았다. 기구의 개량화와 국가적인 농업, 농지 개량정책으로 농업 경영의 합리적인 개선을 통해 생산성을 높인다면 국가재정이나 경제질서 전반의 안정을 기할 수 있다고 판단했다. 그에 따라 박제가는 다른 산업의 유통이 활발해져야 농기구와 농업시설의 개량이 이루어질 수 있다고 봤다. 농업진흥론은 농업문제 해결을 다른 산업분야와 연결시키는 특징을 지니고 있었다. 즉, 농업문제를 해결하기 위해서는 상업이나 수공업도 아울러 개선해야 함을 역설했다.
농법개량에도 관심을 기울였다. 합리적인 경작, 농경을 위해 전무(田畝) 제도를 개선하고, 시비(施肥)의 효과를 높이기 위해 취분법(取糞法)을 개량하며, 노동력을 절약하기 위해 농기구를 개량해야 된다고 하였다. 또한 농기구를 저렴하고 쉽게 바꿀 수 있어야 함도 강조했다. 시장의 활성화 역시 농기구 개량에 도움이 된다고 보았다. 시장의 활성화로 농산물 판매가 원활해지는 것과, 상거래를 통해 최신 농기구 등의 유입, 수공업의 발달 등으로 낙후된 조선의 농기구를 개량한다면 농업의 활성화를 이룩할 수 있다고 보았다.
사대부에게도 노동과 농업을 하게 하도록 하고, 유통경제 부문인 상업활동에도 종사하게 함으로써 일하지 않는 인력을 줄여야 한다는 점을 강조했다. 사대부의 농업, 노동 참여는 토지소유관계의 측면에서보다는, 당시 토지를 점유하던 지주들이 사대부였으므로 사대부를 농업에 참여케 하는 것은 농업을 합리적으로 경영함으로써 농업문제를 해결하려는 것이었다. 농자천하지대본의 기치를 내건 조선에서 유생에게 농사를 하게 하자는 그의 주장에는 반발은 없었지만 사대부들은 내심 반발하고 그를 꺼렸다. 그러나 토지를 조정에서 매수 또는 몰수해야 된다는 견해에는 반대하였다. 그는 사대부들의 농지 과다 점유를 함부로 탓할 것이 아니라 경영과 기술의 개선과 합리화, 집약화를 통해 수익을 늘리는 것, 소규모의 농지에서 최대의 수익을 올리는 것이 급선무라 하였다. 그는 이를 시험하고자 둔전(屯田)의 설치를 정조에게 여러 차례 건의하기도 했다.

### 청렴 무용론
그는 조선의 선비들이 가난한 것은 옳은 것이 아니며, 청렴성을 강조하는 것은 위선이라 하였다. 박제가는 '가난'을 싫어했다. 권력에 아부하기 싫어 차라리 가난하게 산 것이지 가난을 편안하게 여긴 것은 아니었다. 젊은 시절 장인 이관상이 검소하게 살라고 하자 그는 이를 반박하였다.
| “ | 침향목과 단목으로 저를 조각하고 색실로 저를 수놓아 열 겹으로 싸서 간직하여 길이 후세에 전해 사람마다 보게 하고 싶습니다. 오늘날 아무것도 없는 텅 빈 집에서 소쿠리 밥에 표주박 물을 마시며 해진 솜옷을 입고 살면서도 좋고 나쁜 것을 알지 못하는 듯 지내는 것이 어찌 본마음이겠습니까? | ” |

그는 가난함은 도덕적으로 고결한 것이 아니라 인간의 정신을 황폐화시키는 것으로 보았다. 그는 '유항산 유항심 무항산 무항심'이라 하여 환경이 사람을 만든다고 하였다. 또한 그는 풍수지리설을 비판하여 사람들의 생각과 사회 기풍에 영향을 끼치는 것은 풍수가 아니라 사회 환경이라고 하였다. 그에 따르면 놀기만 좋아하고 일하기 싫어하는 양반 사대부의 나쁜 기풍은 바르지 못한 환경 때문에 조성된 것이라 하였다.
| “ | (같은 벌레라고 하더라도) 꽃에서 자란 벌레는 그 날개나 더듬이조차도 향기가 나지만 똥구덩이에서 자란 벌레는 구물거리며 더러운 것이 많은 법이다. 사물도 본래가 이러하거니와 사람이야 당연히 그러하다. 빛나고 화려한 여건에서 성장한 사람은 먼지 구덕의 누추한 처지에서 헤어나지 못한 자들과는 반드시 다른 점이 있다. 내가 염려하는 것은 우리나라 백성의 더듬이와 날개에서 향기가 나지 않는다는 사실이다. | ” |

그는 청렴과 청빈함을 강조하는 것은 허위 의식이라고 설파하고 다녔다. 박제가에게 '안빈낙도'는 자신을 속이는 말이었다. 또한 소비를 샘물에 비유하여 절약보다는 적당한 소비의 중요성을 강조하였다. 무조건적 절약 보다는 화폐를 사용하고 상행위를 해야 경제가 활성화된다는 것이었다.

### 국수주의 비판
그는 늘 "언제까지 우리 것만 좋다고 주장할 것인가?"라며 맹목적인 애국심과 자부심, 국수주의에 비판을 가하였다.
박제가가 너무나 당연시하고 자랑스러워하는 우리 문화, 우리 것에 대한 습관적인 태도, 맹목적 자부심에 비판을 가하였다. 그는 형식적인 북벌론을 말하면서도 북벌에 대한 아무런 준비도 되어 있지 않음을 지적했고, 청나라가 과거에는 오랑캐였지만 서구의 신문물을 받아들이고 중국 문화에 흡수되었음을 지적했다.
그는 조선의 현실이 맹목적으로 애국할 환경인가에 늘 의문을 제기하였다. '사회 상류층도 끼니를 건너뛰기 일쑤고, 선비들은 종이가 없어 책을 쓰지 못하며, 소 한 마리 갖지 못한 농부가 태반인 나라 형편에도 조선은 비효율적인 농본정책과 극단적인 국수주의를 선택했다.'고 지적했다. '소비와 욕망을 없앤' 비극적인 사회였다. 그러나 그는 세상은커녕 주변사람들조차 설득하지 못했다. 도리어 그를 역심을 품은 인물로 취급하고 터부시하는 이들도 있었다.

### 인습에 대한 저항
그는 패기와 자존심으로 똘똘 뭉쳐 시대와 불화하는 길을 선택했다. 그는 당대의 사람들이 지당하게 받아들이는 모든 인습에 저항했다. 그는 조선의 사회를 위선과 가식이 넘치는 사회라고 지적했다.
아교로 붙이고 옻칠을 한 눈꺼풀로 눈을 막고, 귀를 닫고 듣지 않는다고 했다. 그는 늘 '아교로 붙이고 옻칠을 한 눈꺼풀'을 떼어내고 천하를 응시하여 '심지를 열고 이목을 넓히라'고 외쳤다. 그는 형식적인 것으로 전락해버린 관습이 인간의 본연지성을 무시하고 인간의 자연스러운 생활과 삶과 생각을 틀어막는 장애물이자 짐으로 인식했다.

## 가족 관계
- 고조부 : 박수문(朴守文, 1604년 ~ 1654년 6월 28일), 문과 급제, 광주목사
- 고조모 : 양주(楊州) 조씨(趙氏), 지중추부사 조유항(趙有恒)의 따님
  - 증조부 : 박순(朴純, 1632년 ~ 1683년), 문과 급제, 황해도관찰사
  - 증조모 : 전주(全州) 이씨(李氏), 예조참판 유심(柳淰, 1608년 ~ 1667년)의 따님
    - 조부 : 박태동(朴台東, 1661년 ~ ), 문과 급제, 사헌부장령
    - 조모 : 여주(驪州) 이씨(李氏), 진사 이영(李泳, 1650년 ~ 1692년)의 따님
      - 부 : 박평(朴坪, 1700년 5월 27일 ~ 1760년 6월 21일), 문과 급제, 우부승지
      - 적모 : 청풍(淸風) 김씨(金氏), 김석증(金錫曾)의 따님
        - 적형 : 박제도(朴齊道, 1743년 ~ 1819년)

      - 친모 : 전주(全州) 이씨(李氏, 1721년 ~ 1773년)
        - 본인 : 박제가
        - 아내 : 덕수(德水) 이씨(李氏), 이관상(李觀祥, 1716년 ~ 1770년)의 서녀
          - 장남 : 박장림(朴長稔)
          - 차남 : 박장름(朴長廩)
          - 삼남 : 박장암(朴長馣), 규장각 검서관
          - 장녀 : 밀양(密陽) 박씨(朴氏)
          - 차녀 : 밀양(密陽) 박씨(朴氏)

## 평가와 비판
학문이 실제생활과 국방 등 국가경영에 도움을 주어야 하며, 이를 위해 발달한 외국문물을 받아들여야 한다고 주장해 북학파의 사상을 집대성한 실학자로 꼽힌다. 청나라 문인 이조원(李調元)은 초정(楚亭) 박제가(朴齊家)의 문집에 쓴 서문을 통해 그의 인물됨됨이를 평했다. '그 사람은 왜소하지만 굳세고 날카로우며 재치있는 생각이 풍부하다 그의 문장에는 찬란하기가 별빛 같고 조개가 뿜어내는 신기루 같고 용궁의 물과 같은 것이 있다.'는 것이다. '명분에 매이지 않고 욕망에 솔직했던' 인물이라는 평도 있다.
'박제가는 죽고 죽이는 당쟁이 지배했던 정계 진출보다는 모든 사람들이 잘살 수 있는 나라를 고민하고 꿈꿨다. 비록 자신의 뜻을 제대로 펼치지 못한 채 역사의 뒤안길로 사라졌지만, 누구보다도 날카롭게 현실을 비판하고 통찰했던 선각자다.'는 평도 있다. 변화의 싹조차 보이지 않았지만, 그럼에도 개혁의 목소리를 높이며 치열하게 살다간 선구자라는 시각도 있다.

## 박제가를 연기한 배우들
- 2008년, 정재곤 - 《이산》(MBC 텔레비전 드라마)

## 같이 보기
| - 이덕무 - 박지원 - 홍대용 - 정약용 - 이관상(벼슬이름) - 유수원 - 홍대용 - 이덕무 | - 북학파 - 북학의 - 중상주의 - 무역 - 벽란도 - 박규수 |

## 관련 서적
- 유원동 《한국실학개론》 (정음문화사, 1983)
- 한국사상연구회, 《실학파의 철학사상》 (예문서원, 1997)
- 박영규, 한권으로 보는 조선왕조실록 (들녘, 1998)
- 윤사순, 《한국의 성리학과 실학》 (삼인, 1998)
- 남상락, 《동서철학과 한국실학사상의 탐구》 (다운샘, 2000)
- 한국철학사연구회, 《한국실학 사상사》 (다운샘, 2002)
- 박제가, 《북학의》 (안대회 옮김, 돌베개, 2003)
- 이덕일, 당쟁으로 보는 조선역사 (석필, 2004)
- 박성순, 박제가와 젊은 그들 (고즈윈, 2006)
- 임용한, 박제가, 욕망을 거세한 조선을 비웃다 (역사의 아침, 2012)